# Liste des évêques de Campagna
Cette liste recense les évêques qui se sont succédé sur le siège du diocèse de Campagna érigé le 19 juin 1525 et uni aeque principaliter avec le diocèse de Satriano (it). En 1818, le diocèse de Satriano est supprimé et son territoire est uni à celui du diocèse de Campagna qui est donné en administration perpétuelle aux archevêques de Conza. Le 4 août 1973, l'archevêque de Salerne, Gaetano Pollio, est également nommé évêque de Campagna, unissant les deux sièges in persona episcopi. En 1986, les trois sièges sont pleinement unis et la nouvelle circonscription ecclésiastique prend le nom actuel de l'archidiocèse de Salerne-Campagna-Acerno.

## Évêques de Campagna et de Satriano
- Cherubino Caietano, O.P (1525-1544)
- Camillo Mantuano (1544-1560)
- Marco Lauro, O.P (1560-1571)
- Girolamo Scarampi (1571-1583)
- Flaminio Roverella (1584-1589)
- Giulio Cesare Guarnieri (1591-1607)
- Barzellino de' Barzellini (1607-1618)
- Alessandro Scappi (1618-1627), nommé évêque de Plaisance
- Costantino Testi, O.P (1628-1637)
- Alessandro Leparulo (1637-1644)
  - Gaspare De Simone (1644-1644), évêque élu
- Francesco Carducci (1644-1649), nommé évêque de Sulmona et Valva
- Maria Giuseppe Avila, O.P (1649-1656)
- Juan Caramuel y Lobkowitz, O.Cist (1657-1673)
- Domenico Tafuri, O.SS.T (1673-1679)
- Girolamo Prignano (1680-1697)
- Giuseppe Bondola, O.F.M.Conv (1697-1713)
- Francesco Saverio Fontana (1714-1736)
- Giovanni Angelo Anzani (1736-1770)
- Nicola Ferri (1770-1773)
- Marco De Leone (1773-1793)
  - Siège vacant (1793-1818)

## Évêques de Campagna
- Siège administré par l'archidiocèse de Conza (1818-1921)

- Carmine Cesarano, C.Ss.R (1921-1931), nommé archevêque titulaire d'Aversa
- Pietro Capizzi (1932-1937), nommé évêque de Caltagirone
- Giuseppe Maria Palatucci, O.F.M.Conv (1937-1961)
- Jolando Nuzzi (1961-1971), nommé évêque de Nocera de' Pagani
  - Siège vacant (1971-1973)
- Gaetano Pollio, P.I.M.E (1973-1984)
- Guerino Grimaldi (1984-1986), nommé archevêque de Salerne-Campagna-Acerno

## Sources
- « Archdiocese of Salerno-Campagna-Acerno », sur www.catholic-hierarchy.org